# Cárcel de mujeres
Cárcel de mujeres é uma telenovela mexicana, produzida pela Televisa e exibida em 1968 pelo Telesistema Mexicano.

## Elenco
- Erna Martha Bauman
- Narciso Busquets
- Carlos Navarro
- Anabelle Gutiérrez